# Canillas de Abajo (kommunhuvudort)
Canillas de Abajo är en kommunhuvudort i Spanien.   Den ligger i provinsen Provincia de Salamanca och regionen Kastilien och Leon, i den centrala delen av landet, 200 km väster om huvudstaden Madrid. Canillas de Abajo ligger 813 meter över havet och antalet invånare är 101.
Terrängen runt Canillas de Abajo är platt. Runt Canillas de Abajo är det glesbefolkat, med 8 invånare per kvadratkilometer. Närmaste större samhälle är Ledesma, 19,4 km norr om Canillas de Abajo. Trakten runt Canillas de Abajo består till största delen av jordbruksmark.